# Sun Grid Engine
Sun Grid Engineとは、分散コンピューティング/コンピュータ・クラスター環境におけるジョブ管理システム。開発はサン・マイクロシステムズの援助によりオープンソースの形態で行われ、サンから商用版の N1 Grid Engine が発売されていた。
2010年のオラクルによるサン・マイクロシステムズの買収に伴い、Oracle Grid Engineとしてオラクルから発売されることとなる。
また、2010年には当初のオープンソースのWebサイトが閉鎖されSun Grid Engineは6.2u5で開発は終了している。
その後、2013年10月22日にUnivaがOracleから商標と顧客サポートを引き継ぐこととなり、現在は商用のものとしてはUnivaから発売されている（Univa Grid Engine）。
その後UnivaはMS-Windows上でのネイティブ動作対応を推進しており、6.2u5からの派生版であるが6.2u5と比較してかなり複雑になっていると
されている。
オラクルがSunを買収した後に、Oracle Grid Engine 6.2u6をリリースしたがソースコードは非公開であり、修正内容が
オープンソースのリポジトリに反映されることもなかった。
これを受けてオープンソースのコミュニティではOpen Grid SchedulerとSon of Grid Schedulerの二つのプロジェクトが
スタートした。これらのオープンソースのプロジェクトは6.2u5のコードベースから派生したものである。
Son of Grid Engineは2014年10月現在も公開リポジトリ上で開発を継続している。
Open Grid Schedulerは2014年時点ではメーリングリスト等のコミュニティは存続しているものの、ソフトウェアはGrid Engine 2011.11p1 (2012-07-09)
のリリースを最後に止まっており、Webサイトの更新は2013年11月が最後である。

## マルチプラットフォーム
- AIX

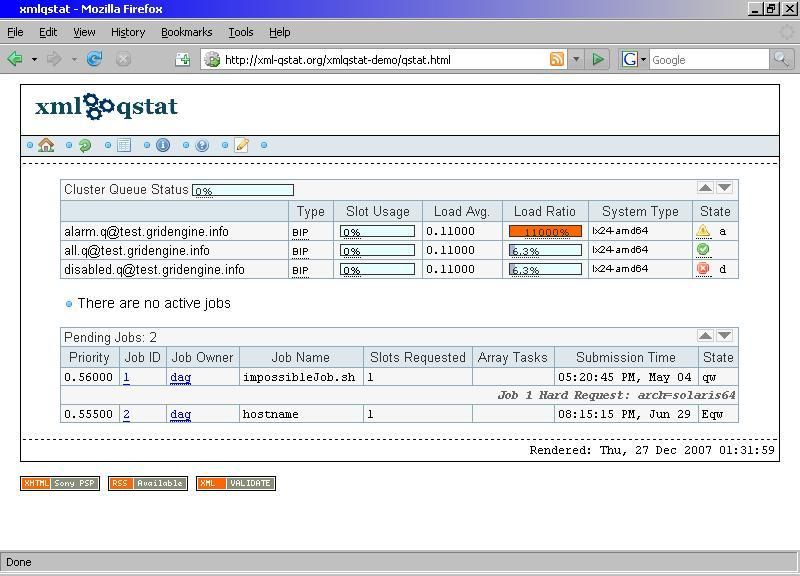
xml-qstat

- BSD - FreeBSD, NetBSD, OpenBSD
- HP-UX
- IRIX
- Linux
- Mac OS X
- Solaris
- SUPER-UX
- Tru64
- Microsoft Windows
- Z/OS